# Rødøy
Rødøy è un comune norvegese della contea di Nordland.
Il comune venne fondato nel 1837, nel 1884 venne scorporato il territorio del comune di Meløy situato più a settentrione. Sede amministrativa è il centro abitato di Vågaholmen situato all'imbocco del Tjongsfjorden.

## Geografia
Il comune è situato nella regione più meridionale del Nordland e poco a nord del circolo polare artico. Comprende una parte di terraferma intorno al Melfjorden con i suoi laterali Sørfjorden and Nordfjorden, e più a nord il Værangsfjorden e il Tjongsfjorden e 986 isole, isolotti e scogli.
Il territorio comunale è molto scosceso e aspro sia sulla terraferma sia sulle isole principali, le altitudini crescono verso est e verso il ghiacciaio Svartisen, il rilievo principale è il monte Steintinden (1534 m s.l.m.) situato ad est al confine col comune di Rana.
L'estremo orientale del territorio è compreso nel Parco nazionale Saltfjellet-Svartisen.
Confina a nord con il comune di Meløy, a est e sud con quello di Rana e a sud-ovest con il comune di Lurøy.

## Monumenti ed attrazioni
Sull'isola di Rødøya si trova la chiesa di Rødøy, edificata nel 1884 in forma ottagonale può ospitare 700 persone.